# Liourdres
Liourdres – miejscowość i gmina we Francji, w regionie Nowa Akwitania, w departamencie Corrèze.
Według danych na rok 1990 gminę zamieszkiwało 205 osób, a gęstość zaludnienia wynosiła 35 osób/km² (wśród 747 gmin Limousin Liourdres plasuje się na 426. miejscu pod względem liczby ludności, natomiast pod względem powierzchni na miejscu 637.).